# Rauni Liukko
Rauni Sinikka Liukko, född 17 juni 1940 i Vemo, död 27 maj 2014 i Helsingfors, var en finländsk skulptör. Hon var syster till Heljä Liukko-Sundström.

## Biografi
Liukko genomgick Konstindustriella läroverket 1960–1963 och ställde ut första gången 1969, hon tillhörde det finländska bildhuggaravantgardet i slutet av 1960-talet och på 1970-talet. Liukko väckte stor uppmärksamhet med sina realistiska, socialt engagerade och debattväckande skulpturer i nya material såsom glasfiber och styroxplast. Hon ställde ut vid flera grupputställningar på 1970-talet och höll på 1970- och 1980-talen regelbundet egna utställningar. Därtill fördes hennes konst ut på gator och torg, vilket var en ny företeelse i Finland. Uppseendeväckande var bland annat Liukkos skulpturdemonstration i Arkadiaparken i Helsingfors 1972, där flera av hennes tidiga skulpturer med barnmotiv, till exempel Gemensamt säkerhetsbälte och olika kvinnomotiv, ställdes ut. Ett genombrottsarbete i större format var Ruuhkaratikka (Rusningsspårvagn), som presenterades på Salutorget under Helsingfors festspel 1973. Liukko deltog med en installation på triennalen i Milano 1973, med barnets miljö som tema och belönades med guldmedalj.
Liukkos konst och engagemang undergick småningom förändringar; de socialrealistiska skulpturerna ersattes på 1980-talet av bland annat mytiska figurer ur olika kulturer, tillverkade i nya material och blandtekniker. Samtidigt tillkom i början av 1980-talet även en rad figurativa småskulpturer i brons och i slutet av decenniet vackra träskulpturer. Skulpturer med anknytning till havet och småskulpturer med naturmotiv och collage av olika föremål i vitrinlådor ställde hon ut också på 1990-talet och i början av 2000-talet. Samtidigt kunde hon, såsom i sin utställning Barnkammare 2000, återgå till att tala för barnens sak i sin konst. Resor med olika fartyg och farkoster inspirerade Liukko till en rad installationer (bland annat Spoon River, 1993), miljökonstverk och skulpturer i början av 1990-talet. Liukko utförde bland annat det tvådelade miljökonstverket Prinsessan, tillägnat alla mentalsjukhuspatienter i hela världen, i Mariefors 1995. Vid sidan av sina skulpturer och installationer tecknade Liukko i slutet av 1970-talet landskapsmotiv med pastellkritor och framträdde även senare med teckningar och målningar. Liukko verkade som teckningslärare 1963–1973. Hon tillhörde konstnärsgruppen Kiila, i vars styrelse hon satt 1974–1980, och där hon var vice ordförande 1978–1980.